# Gesetzgebende Versammlung von KwaZulu-Natal
Die Gesetzgebende Versammlung von KwaZulu-Natal (en.: KwaZulu-Natal Legislature, zulu IsiShayamthetho saKwaZulu-Natali) ist die Legislative der Provinz KwaZulu-Natal in Südafrika. Es handelt sich um ein Einkammersystem. Das Provinzparlament (Landtag) wählt auch den Premier und das Provinz-Kabinett aus den Mitgliedern der führenden Partei und Mitgliedern von Koalitionspartnern. Premier des Parlaments ist derzeit (2022) Nomusa Dube-Ncube (African National Congress).

## Befugnisse
Das Parlament wählt den Premier of KwaZulu-Natal als Regierungschef. Das Parlament kann den Premier durch ein Misstrauensvotum zum Rücktritt zwingen. Der Premier ernennt zwar die Mitglieder des Executive Council (Kabinett), das Parlament kann jedoch ebenfalls ein Misstrauensvotum einsetzen um den Premier zu zwingen, das Council umzubesetzen. Das Parlament wählt auch die Delegierten von KwaZulu-Natal für das National Council of Provinces, indem es für die Parteien proportional zur Anzahl der Sitze im Parlament Delegierte zuweist.
Das Parlament hat die Befugnis Gesetze zu zahlreichen Bereichen zu verabschieden, welche in der nationalen Verfassung festgeschrieben sind; in einigen Bereichen wird die Gesetzgebungsbefugnis geteilt mit dem Nationalen Parlament, während in anderen die Provinz allein bestimmen kann, zum Beispiel Gesundheit, Bildung (mit Ausnahme von Universitäten), Landwirtschaft, Wohnungsbau, Umweltschutz und Strukturplanung.
Das Parlament überwacht die Verwaltung der Provinzregierung von KwaZulu-Natal und der Premier und das Executive Council sind verpflichtet der Legislative Bericht zu erstatten. Das Parlament verwaltet auch die Finanzen der Provinzregierung durch Verabschiedung von 'appropriation bills' (Haushaltsgesetz).

## Wahlen
Das Parlament besteht aus 80 Mitgliedern, die über ein System der Listenwahl (Parteilisten-Proportionalvertretung mit geschlossenen Listen, party list proportional representation with closed list) gewählt werden. Dafür gibt jeder Wähler eine Stimme für eine politische Partei ab, und die Sitze in der Legislative werden den Parteien proportional zu der Anzahl der erhaltenen Stimmen zugeteilt. Die Besetzung der Sitze erfolgt dann durch die Mitglieder gemäß den von den Parteien vor der Wahl vorgelegten Listen.
Das Parlament wird für eine Amtszeit von fünf Jahren gewählt, sofern er nicht vorzeitig aufgelöst wird. Dies kann eintreten, wenn die Legislative für die eigene Auflösung stimmt und seit der letzten Wahl mindestens drei Jahre vergangen sind, oder, wenn das Amt des Premiers vakant wird und der Gesetzgeber nicht innerhalb von neunzig Tagen einen neuen Premier wählt. Per Konvention werden alle neun Provinzparlamente und die Nationalversammlung am selben Tag gewählt.
Die letzte Wahl fand am 8. Mai 2019 statt.
| Partei                                    | Partei    | Stimmen   | %   | Sitze |
| ----------------------------------------- | --------- | --------- | --- | ----- |
| African National Congress (ANC)           | 1.950.022 | 54,21     | 44  |       |
| Inkatha Freedom Party (IFP)               | 588.000   | 16,35     | 13  |       |
| Democratic Alliance (DA)                  | 500.038   | 13,90     | 11  |       |
| Economic Freedom Fighters (EFF)           | 349.202   | 9,71      | 8   |       |
| National Freedom Party (NFP)              | 56.584    | 1,57      | 1   |       |
| Minority Front (MF)                       | 18.864    | 0,52      | 1   |       |
| African Transformation Movement (ATM)     | 17.716    | 0,49      | 1   |       |
| African Christian Democratic Party (ACDP) | 17.213    | 0,48      | 1   |       |
| Andere                                    | 99.385    | 2,77      | 0   |       |
| Gesamt                                    | Gesamt    | 3.597.024 | 100 | 80    |

In der folgenden Tabelle wird die Zusammensetzung des Parlament nach der Reihe der Wahlen aufgelistet (Wahlperioden, floor-crossing periods).
| Wahl                | ACDP | ANC | ATM | DP/DA | EFF | IFP | MF | NFP | NP/NNP | PAC | UDM | Weitere |
| ------------------- | ---- | --- | --- | ----- | --- | --- | -- | --- | ------ | --- | --- | ------- |
| 1994                | 1    | 26  | —   | 2     | —   | 41  | 1  | —   | 9      | 1   | —   | 0       |
| 1999                | 1    | 32  | —   | 7     | —   | 34  | 2  | —   | 3      | 0   | 1   | 0       |
| 2003 floor-crossing | 1    | 35  | —   | 6     | —   | 32  | 2  | —   | 2      | 0   | 1   | 1       |
| 2004 election       | 2    | 38  | —   | 7     | —   | 30  | 2  | —   | 0      | 0   | 1   | 0       |
| 2005 floor-crossing | 1    | 40  | —   | 5     | —   | 27  | 2  | —   | —      | 0   | 1   | 4       |
| 2007 floor-crossing | 1    | 41  | —   | 5     | —   | 27  | 2  | —   | —      | 0   | 1   | 3       |
| 2009                | 1    | 51  | —   | 7     | —   | 18  | 2  | —   | —      | 0   | 0   | 1       |
| 2014                | 0    | 52  | —   | 10    | 2   | 9   | 1  | 6   | —      | 0   | 0   | 0       |
| 2019                | 1    | 44  | 1   | 11    | 8   | 13  | 1  | 1   | —      | 0   | 0   | 0       |

## Funktionäre
Speaker ist Ntobeko Boyce, während Themba Mthembu als Stellvertretender Sprecher fungiert.
| Name           | Amtsantritt | Amtszeitende | Partei |
| -------------- | ----------- | ------------ | ------ |
| Bonga Mdletshe | 1998        | 2004         | IFP    |
| Willies Mchunu | 2004        | 2009         | ANC    |
| Peggy Nkonyeni | 2009        | 2013         | ANC    |
| Lydia Johnson  | 2013        | 2019         | ANC    |
| Ntobeko Boyce  | 2019        |              | ANC    |